# Castelo de El Barco de Ávila

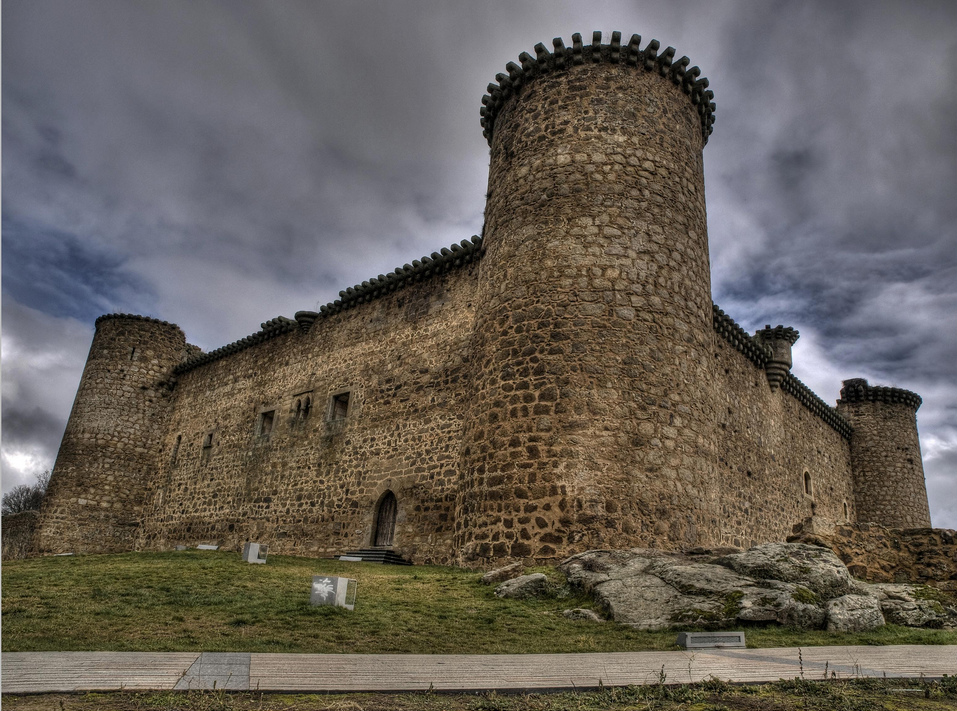
Vista do exterior do castelo

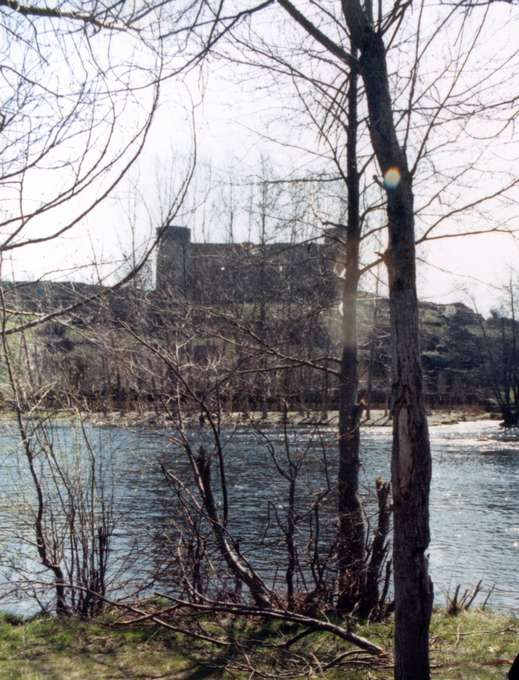
Vista do castelo sobre o rio Tormes

O Castelo de El Barco de Ávila, por vezes também designado como Castelo de Valdecorneja, é um palácio fortificado localizado na cidade espanhola de El Barco de Ávila, na província de Ávila. Está situado numa posição dominante sobre o Rio Tormes, no ponto mais elevado do vale.
Construído sobre um castro vetão que foi destruído pelos romanos, foi edificado no século XII e reconstruido no século XIV. O Seu perímetro é quadrado e a área é aproximadamente 700 m², sem ter em conta as dependências desaparecidas, como o fosso e o contrafosso, o rastrilho, o pombal e as cavalariças.
A porta principal é de arco gótico emoldurada por grandes pedras. A direita da porta, ergue-se a torre de menagem defendendo a dita porta, quadrada, a partir da qual se acede às ameias e torreões. Deles, domina-se todo o vale e as serras circundantes.
No interior do castelo existia inicialmente um pátio de armas com um bebedouro ao centro e uma galeria de arcadas e colunas românicas adornada com uma belíssima balaustrada gótico, conservando-se parte da mesma numa casa da Plaza Mayor. Como este castelo foi numa primeira fase puramente militar, ao ser habitado pelos senhores de Valdecorneja, condes e duques de Alba, tornou-se apertado e incómodo. Em finais século XV, o pátio de armas foi transformado num átrio de honra.
Os aposentos das damas estavam situados em linha paralela à costa da Viñas, enquanto os dos cavaleiros tinham vista para o Puerto de Tornavacas, todos eles situados no segundo piso.
Na parte nobre do castelo, encontrava-se o toucador, a capela, as salas de refeições e o grande salão de assembleias e audiências. Existiam formosas janelas geminadas com assentos, junto a outras de diferentes épocas. Também existe uma pequena porta de fuga que conduz a uma paisagem de colinas que descem até ao rio.
O edifício foi restaurado várias vezes, respeitando o seu perímetro original, devido às incontáveis batalhas que sofreu e a tentativas de incêndio e de bombardeamento. Ao iniciar-se a segunda metade do século XIX, foi adaptado a cemitério municipal. Devido a essa utilização, aumentou o seu estado de deterioração ao ser-lhe arrancado o pavimento e aberto grandes cavidades nos seus muros. Foi restaurado recentemente, tendo sido reparado o pavimento e parte da torre de menagem. É utilizado para os actos culturais que se celebram naquela localidade.